# Odbor Ujedinjenih naroda za miroljubivo korištenje svemira
Odbor Ujedinjenih naroda za miroljubivo korištenje svemira (engl. United Nations Committee on the Peaceful Uses of Outer Space ili COPUOS) osnovano je 1958. godine (ubrzo nakon lansiranja Sputnjika) kao ad hoc odbora. Godine 1959. je uspostavljen kao stalni odbor od strane Ujedinjenih naroda rezolucijom Opće skupštine br. 1472. Odbor ima dva pododbora, znanstveno-tehnološki i pravni pododbor.

## Svrha
Cilj COPUOS-a jest:
| » | Preispitati opseg međunarodne suradnje u miroljubivom korištenju svemira, osmisliti programe u ovoj sferi koje će se poduzeti pod pokroviteljstvom Ujedinjenih naroda, potaknuti daljnje istraživanje i širenje informacija o pitanjima svemira, kao i proučiti pravne probleme koji proizlaze iz istraživanja svemira. | « |
|   | |   |

## Ugovori
COPUOS nadgleda provedbu sljedećih međunarodnih ugovora:
- Ugovor o načelima koja uređuju aktivnosti država u istraživanju i korištenju svemira, uključujući Mjesec i druga nebeska tijela iz 1967. ("Ugovor o svemiru")
- Sporazum o spašavanju astronauta, vraćanju astronauta i vraćanju objekata lansiranih u svemir iz 1968. ("Sporazum o spašavanju")
- Konvencija o međunarodnoj odgovornosti za štetu koju prouzroče svemirski objekti iz 1972. ("Konvencija o registraciji")
- Konvencija o registraciji objekata lansiranih u svemir iz 1975. ("Konvencija o registraciji")
- Sporazum koji uređuje aktivnosti država na Mjesecu i drugim nebeskim tijelima iz 1979. ("Sporazum o Mjesecu")

Svi instrumenti zajedno čine temeljne akte svemirskog prava.

## Zemlje članice
COPUOS-a broji 68 članica:
Afrika:
Alžir, Benin, Burkina Faso, Čad, Kamerun, Egipat, Južna Afrika, Kenija, Libija, Maroko, Niger, Nigerija, Senegal, Sijera Leone i Sudan
Azija:
Filipini, Indija, Indonezija, Iran, Irak, Japan, Južna Koreja, Kazahstan, Kina, Libanon, Malezija, Mongolija, Pakistan, Saudijska Arabija, Sirija, Tajland, Turska i Vijetnam
Europa:
Albanija, Austrija, Belgija, Bugarska, Češka, Francuska, Grčka, Italija, Mađarska, Nizozemska, Njemačka, Poljska, Portugal, Rumunjska, Rusija, Slovačka, Španjolska, Švedska, Švicarska, UK i Ukrajina
Južna Amerika:
Argentina, Bolivija, Brazil, Čile, Ekvador, Kolumbija, Peru, Urugvaj i Venezuela
Sjeverna Amerika:
Kanada, Kuba, Meksiko, Nikaragva i SAD
Oceanija:
Australija

## Međunarodne organizacije sa statusom stalnog promatrača
Sljedeće organizacije izvan UN-a imaju stalni status promatrača u odboru: 
| Hrvatski naziv organizacije                                     | Službeni (engl.) naziv                                          | Sl. (engl.) kratica |
| --------------------------------------------------------------- | --------------------------------------------------------------- | ------------------- |
| Udruga istraživača svemira                                      | Association of Space Explorers                                  | ASE                 |
| Vijeće za istraživanje svemira                                  | Committee on Space Research                                     | COSPAR              |
| Europska svemirska agencija                                     | European Space Agency                                           | ESA                 |
| Međunarodna astronautička akademija                             | International Academy of Astronautics                           | IAA                 |
| Međunarodna astronautička federacija                            | International Astronautical Federation                          | IAF                 |
| Međunarodna astronomska unija                                   | International Astronomical Union                                | IAU                 |
| Udruga za međunarodno pravo                                     | International Law Association                                   | ILA                 |
| Međunarodna satelitska organizacija                             | International Mobile Satellite Organization                     | Inmarsat            |
| Međunarodna organizacija za telekomunikacijske satelite         | International Telecommunications Satellite Organization         | INTELSAT            |
| Međunarodna organizacija za svemirske komunikacije Intersputnik | Intersputnik International Organization of Space Communications | Intersputnik        |
| Međunarodno društvo za fotogrametriju i daljinsko očiravanje    | International Society for Photogrammetry and Remote Sensing     | ISPRS               |
| Međunarodno svemirsko sveučilište                               | International Space University                                  | ISU                 |
| Planetarno društvo                                              | The Planetary Society                                           | TPS                 |

## Vanjske poveznice
- (engl.) Službene stranice COPUOS-a
- (engl.) [neaktivna poveznica]
- (engl.) Press Release: Committee on the Peaceful Uses of Outer Space Concludes 48th Session in Vienna (20. lipnja 2005.)  Arhivirana inačica izvorne stranice od 4. ožujka 2021. (Wayback Machine)
- (engl.) Prezentacija o COPUOS-u  Arhivirana inačica izvorne stranice od 27. rujna 2007. (Wayback Machine)